# Віталій Спіну
Віталій Спіну (рум. Vitalie Spînu; нар. 9 травня 1994, Бєльці, Молдова) — молдовський каратист, багаторазовий чемпіон світу та Європи з карате шотокан, міжнародний майстер спорту, тренер і співзасновник спортивного клубу «Fatality».

## Біографія
Народився 9 травня 1994 року в місті Бєльці, Молдова.

## Спортивна кар'єра
У 2017 році на чемпіонаті світу з карате шотокан в Угорщині здобув дві золоті медалі: у категорії куміте понад 87 кг та в абсолютній категорії серед чоловіків.
У 2024 році на чемпіонаті світу з карате шотокан у Белграді (Сербія) здобув три золоті медалі: у категоріях куміте +80 кг (іппон шобу), куміте +80 кг (санбон шобу) та в абсолютній категорії серед чоловіків.
У 2023 році на чемпіонаті Європи з карате шотокан в Італії здобув золоту медаль у категорії куміте понад 80 кг.

## Тренерська діяльність
У 2017 році разом з дружиною Анастасією Спіну заснував спортивний клуб «Fatality» у місті Бєльці, де обіймає посаду головного тренера. Під його керівництвом виховано кількох чемпіонів світу та Європи серед юніорів і юнаків.

## Особисте життя
Одружений з Анастасією Спіну, також багаторазовою чемпіонкою світу та Європи з карате шотокан. Обоє активно популяризують карате в рідному місті.

## Досягнення
- 2017 — дві золоті медалі на чемпіонаті світу з карате шотокан в Угорщині.
- 2023 — золота медаль на чемпіонаті Європи з карате шотокан в Італії.
- 2024 — три золоті медалі на чемпіонаті світу з карате шотокан у Белграді.